# 測繪處
測繪處是香港政府地政總署轄下的一個部門，主要負責土地測量，繪製地圖和收集空間數據等工作。

## 組織
測繪處轄下有四個分部：技術部，土地信息中心，區域部和發展部。
技術部負責人力資源管理，技術資訊，法例執行，建築信息模擬，三維地圖項目，項目管理，地圖資訊和測繪處訓練學校。
土地信息中心負責技術行政，發展及支援，土地信息管理，資訊科技服務，製圖和業務及數據分析。
區域部負責十個分區的測量工作，鐵路發展測量，和特別職務組。
發展部負責空間數據管理及標準，空間數據共享平台，地理信息系統項目，攝影及航空測量，三跑道系統測量，大地測量和遙感數據分析。

## 航空測量服務與歷史
1924年，英國皇家海軍飛馬號水上飛機母艦HMS Pegasus到達吐露港，利用艦載水上飛機Fairey IIID和F8航空相機配備10吋鏡頭在香港進行了第一次航空測量工作，以製作10公尺等高線的1:20,000 GSGS 3868地形圖。
隨後1934,1935,1945,1949,1954,1956,1961及其它年份，都有英國的軍用偵察機在香港進行航空測量作不同用途。
該處前身地政測量處在1963年聘請英國Hunting Aerosurveys Ltd測量公司，進行了一次全港性航空測量工作。以製作1:1,200(新界)和1:600(市區)基本地圖。
1968年，地政測量處利用一台舊式Wild RC-5航空相機，加裝到皇家香港輔助空軍的一架Auster偵查機上進行航空測量試驗。
1970年，Auster 航測飛機在啟動機場起飛時故障，一名飛行員遇難並報銷飛機和相機。
1972年，該處購入一台Wild RC-10航空相機，並利用皇家香港輔助空軍新購入的Britten-Norman BN-2 Islander島民飛機雙引擎飛機進行定期航拍工作以更新基本地圖。
1984年，購入一台Wild RC-10A航空相機取代RC-10的垂直航空照片拍攝工作。RC-10改裝用放在直升機外吊架進行拍攝工作。
1992年，島民飛機發生意外在吐露港墮海報銷。
1996年，購入一台Zeiss RMKTOP15航空相機進行航拍工作。

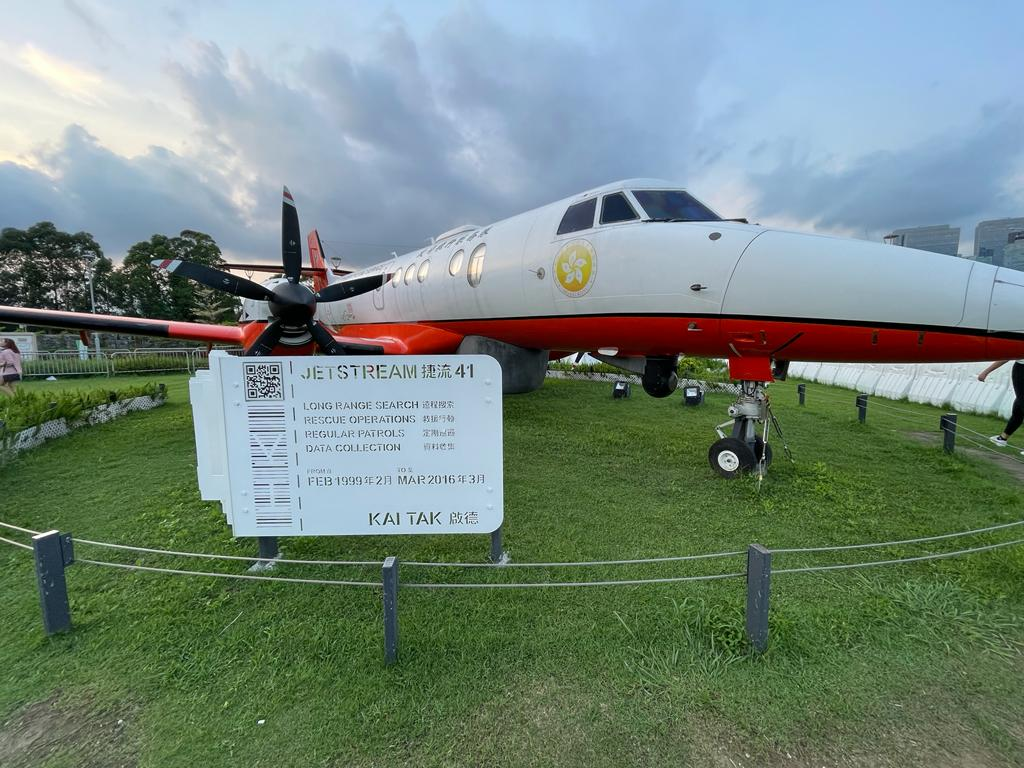
捷流-41型定翼機由1998年到2016年期間用作航空拍攝平台

2016年，測繪處轉用大片幅數碼航空相機UltraCam Eagle Mark 2，利用政府飛行服務隊的Challenger 605龐巴迪挑戰者605定翼機進行定期航空測量工作。
測量處提供航空照片印刷和數碼版本供不同部門和市民作不同用途，包括但不限於地圖更新，土地界線測量，土地官司，考古，土地面積、體積計算，斜坡或構建物監察，環境評估，車輛流量，船隻統計等。
根據《一手住宅物業銷售條例》，所有售樓說明書都必須要附上一張由地政總署拍攝的航空照片，讓買家清楚了解樓盤附近環境情況。

## 街道及地方命名
地政總署測繪處按《公眾衞生及市政條例》（第 132 章）為街道命名，而地方命名的工作則由地政總署主持及相關政府部門代表組成的地名訂正委員會負責。

## 產品與服務

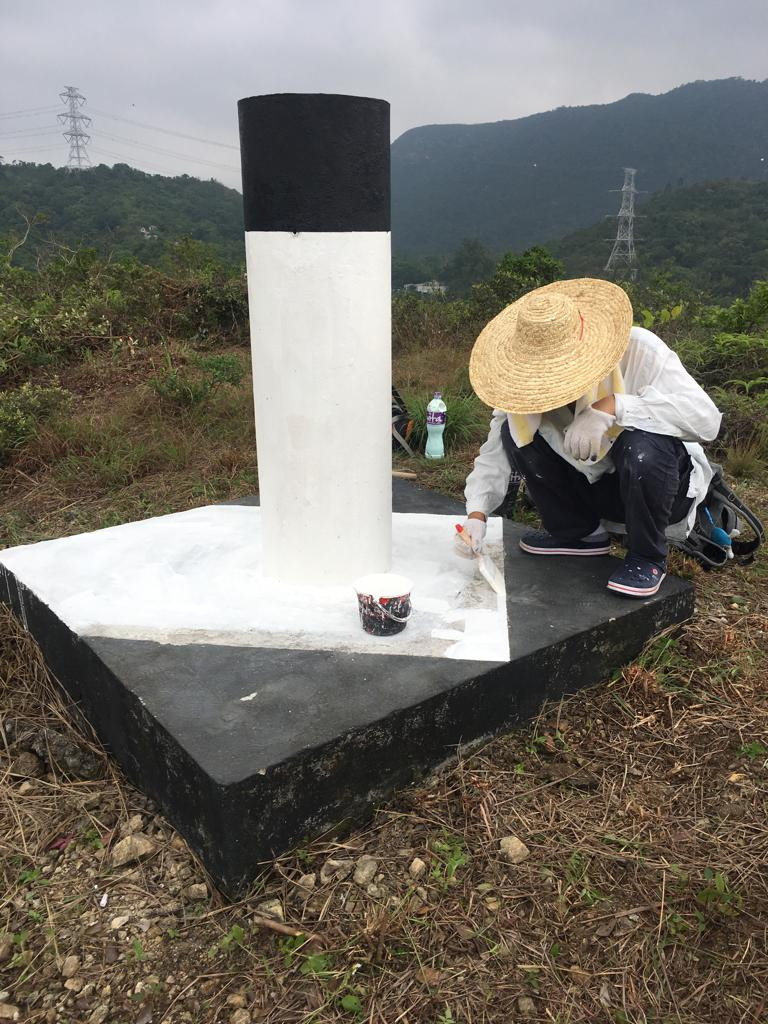
維護中的三角網測站

測繪處每年都會利用政府飛行服務隊定翼機在全港進行航空測量。測繪處亦負責香港街道及地方命名，提供香港衛星定位參考站網實時原始數據流。
地圖產品主要包括有香港街,HP1C 1:1,000大比例基本地圖，HP5CL 1:5,000地圖, HM20C 1:20,000地圖，郊區地圖，飛行圖，影像地圖，衛星影像地圖，三維空間數據等。
測繪處設有HKMS2.0和Geo Data Store 平台提供免費或付費地圖，航空照片或空間數據等資訊。測繪處在2010年開發地理資訊地圖GeoInfo Map供市民使用。並在2014年提供MyMapHK手機地圖應用程式供市民使用。
出版刊物
- Mapping Hong Kong - A Historical Atlas, Hal Empson (ex-Senior Cartographer) Government Information Services, Nov, 1992
- 香港街
- 藍天下的城市-香港航空照片集，2011
- 今日昔日香港-香港航空照片集，2014
- 飛越香港二十載-香港航空照片集，2017

## 主要發展歷史

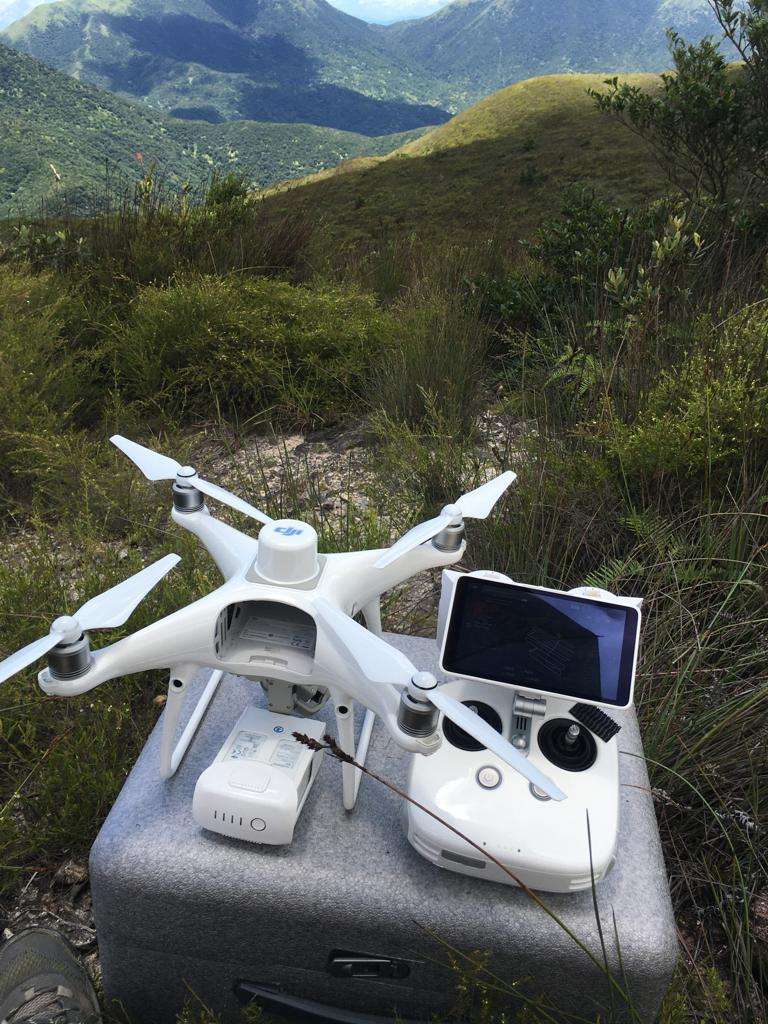
測量用的RTK無人機

1841年 硫磺號測量船(HMS Sulphur)開始在香港島進行水文測量
1842年 港府成立土地委員會(Land Committee), 並委任Captin George F. Mylius 為首位Land Officer
1844年 港府設立政府測量總監(Government Surveyor General) 一職和Survey Department，負責執行測量工作。首任測量總監為哥頓 (Mr Alexander Thomas Gordon) 
1845年 測量師歌連臣完成繪製香港島1:15,840地圖，並在石澳設立量度基準
1887-1888年 杜伯克博士(Dr. Doberck) 釐定香港高程基準面(Hong Kong Principal Datum)為「利福民螺釘」以下5.435米。而香「平均海面」為「香港高程基準面」以上1.125米
1901年 工務司署成立官產及測量處(Crown Lands and Survey Office)，負責土地測量和公共行政事務
1903年 港府設立維多利亞界石以定義稅收範圍
1908年 土地測量處 (Land Survey Office) 決定建立新三角測量控制網以製作 Ordinance map，並於1909年初開展這項工作
1922年 港府開始為港島及九龍區繪製比例為1：600 的大比例地圖
1924年 飛馬號水上飛機母艦(HMS Pegasus) , 利用艦載水上飛機Fairey IIID和F8航空相機配備10吋鏡頭在香港進行了第一次航空測量工作，以製作10公尺等高線的1:20,000 GSGS 3868地形圖
1928年 英國軍部以1924年航空測量工作所建立的地面控制點進行平差計算，後至1946年，再由地政測量處負拱平差，並採納為香港的主三角測量網
1946年 戰後，官產及測量處恢復執行工作; 官產及測量處進行負拱平差，並採立1924年航拍測量的控制點為香港的主要三角測量網。直到1963年才被「香港大地基準1963」所取代
1954年 官產及測量處開始繪製1:1,200新界地圖
1963年 利用航空測量製作基本地圖
1968年 開始自行拍攝航空照片
1970年代 開始繪製十進制地圖
1989年 開始負責新界新街道命名
1990年 開始數碼化地圖和土地界線資料
1995年 實施《土地測量條例》
2000年 開始負責市區新街道命名
2002年 推出數碼正射影像地圖DOP10000
2004年 推出數碼正射影像地圖DOP5000
2006年 推出香港街影像地圖版
2010年 建成衛星定位參考站網/推出地理資訊地圖 (GeoInfoMap)
2013年 引入無人航空載具作拍攝和測量用途
2014年 推出MyMapHK手機地圖應用程式
2017年 政府推出香港智慧城市藍圖，預計在2023年推出空間數據共享平台和三維地圖/引入車載移動測繪系統
2018年 推出香港地圖服務2.0
2019年 發展局成立空間數據辦事處，以協調和發展空間數據共享
2021年 全面開放不同比例數碼地圖數據供公眾使用; 推出政府建築信息模擬數據庫(Government BIM Data Repository)
2022年 推出空間數據共享平台 (Common Spatial Data Infrastructure Portal); 再次推出香港街影像地圖版; 推出新版本三維行人道路網供公眾免費使用; 推出首份涵蓋九龍東的可視化三維地圖數據集
2023年 完成1982正射影像地圖; 民航處批准測繪處訓練學校成為小型無人機培訓機構; 推出Open3Dhk 平台
2024年 推出Instagram "hkmapping"  https://www.instagram.com/hkmapping/
2024年 推出Facebook "hkmapping"  https://www.facebook.com/people/Hkmapping/61557588488680/?mibextid=JRoKGi （页面存档备份，存于）

## 歷任處長
- 測繪處處長（首席政府土地測量師 Principal Government Land Surveyor）
  - 顏德新（Gordon Andreassend）：1992年—1994年
  - 梁守肫：1994年—1996年
  - 陳克：1996年—2002年
  - 楊建輝：2002年—2003年
  - 歐陽炳光：2003年—2006年
  - 文榮根：2006年—2008年11月
  - 黃仲衡：2008年11月—2012年8月
  - 卲偉青：2012年8月—2013年12月
  - 鄭偉斌：2013年12月—2015年12月
  - 吳國偉：2015年12月—2018年12月
  - 梁健華：2018年12月—2020年1月
  - 陳少彬：2020年1月—2021年12月
  - 張國輝：2021年12月—

## 相關
- 地政總署
- 地政總署地政處
- 香港街
- Ordnance Survey

## 外部連結
- 香港電台: 談天．說地圖：香港航空攝影測量100年 （页面存档备份，存于）
- 香港電台: 談天．說地圖：智慧之城：探索3D數碼地圖
- 地政總署—三維行人道路網 （页面存档备份，存于）
- 追蹤測量標記 （页面存档备份，存于）
- 空間數據－智慧城市的圖寶 （页面存档备份，存于）
- 飛越香港20載 (香港航空照片集) （页面存档备份，存于）

- hkmapping 地政總署測繪處IG帳號（页面存档备份，存于）

- 地政總署測繪處FB帳號（页面存档备份，存于）
- 2022年影像地圖版《香港街》

- 香港特別行政區政府 地政總署（页面存档备份，存于）
- 地政總署測繪處（页面存档备份，存于） 為其屬下部門，負責出版香港政府地圖，例如《香港街》等。
- 地理資訊地圖 （页面存档备份，存于）
- 空間數據共享平台 （页面存档备份，存于）

- Winged Dragon （页面存档备份，存于）, The history of the Royal Hong Kong Auciliary Air Force
- 一手住宅物業銷售資訊網 （页面存档备份，存于）
- 香港城市智慧藍圖 （页面存档备份，存于）

| 前任： · 英屬香港地政測量處       | 英屬香港地政署     | 合併 原因： 與前工務司署轄下建築物條例執行處合併成屋宇地政署 |
| 前任： · 英屬香港地政署           | 英屬香港屋宇地政署 | 繼任： · 英屬香港地政總署                                    |
| 前任： · 英屬香港建築物條例執行處 | 英屬香港屋宇地政署 | 繼任： · 英屬香港地政總署                                    |
| 前任： · 英屬香港屋宇地政署       | 英屬香港地政總署   | 繼任： · 香港地政總署                                        |
| 前任： · 英屬香港地政總署         | 香港地政總署       |                                                              |